# Polje (gmina Tolmin)
Polje – wieś w Słowenii, w gminie Tolmin. W 2018 roku liczyła 38 mieszkańców.